# Janie Hampton
Janie Hampton (nascida como Anderson, 14 de março de 1952) é uma autora britânica, mais conhecida por sua biografia de Joyce Grenfell e pelos livros de história social The Austerity Olympics, How the Girl Guides Won the War e uma ativista internacional de desenvolvimento e saúde da mulher .

## Biografia
Janie Hampton é a penúltima filha da autora Verily Anderson e do dramaturgo Donald Anderson . Seus irmãos incluem a autora Rachel Anderson e o produtor de televisão Eddie Anderson.  Ela é casada desde 1971 e tem quatro filhos. 
Em 1980, os Hamptons mudaram-se para o Zimbabué,  onde estudou para uma licenciatura em Ciências Humanas,  escreveu livros e artigos sobre questões de saúde,   e foi Editora Feminina do Manica Post .  Em 1985, ela produziu The Medical Program e Focus on Africa para o BBC World Service . Em 1988, ela obteve um mestrado em Saúde Internacional pelo Institute of Child Health, em Londres. Sua tese foi sobre a saúde e o desenvolvimento de crianças em idade pré-escolar, pesquisada enquanto vivia no remoto Vale de Honde, Zimbábue 
Em 1991, a Administração Britânica de Desenvolvimento Ultramarino (agora Departamento de Desenvolvimento Internacional ) encarregou Hampton de ajudar a desenvolver sua política internacional de saúde da mulher. Ela então planejou projetos de saúde na África, América do Sul e Ásia. 
Em 1992, Hampton foi eleito para o comitê fundador dos Escritores em Oxford e tornou-se seu presidente em 2003.   Como parte do Ano do Artista de 2001, ela foi a primeira escritora residente em um pub patrocinada pelo Arts Council .   Ela é Membro Associado do Lucy Cavendish College, Cambridge . 
Em 2009, Hampton, Jane Moore e Belinda Coote fundaram o Chauncy Maples Malawi Trust, que visava restaurar o navio MV Chauncy Maples em uma clínica móvel para o Lago Malawi.  
Em 2014, tornou-se patrona da Malawi Association UK e representou o Malawi como convidada de HM Queen na Commonwealth Reception no Palácio de Buckingham .

## Jornalismo, radiodifusão e oratória
Hampton escreveu artigos para vários jornais e revistas, incluindo o Guardian,   Daily Telegraph,  The Times,  Independent,   Spare Rib,  Total Politics,  New Statesman,  Sunday Telegraph,  e The Author .   Em 2011, ela foi nomeada Correspondente Olímpica da revista The Oldie . 
Hampton escreve um blog "History Girl" no dia 27 de cada mês com artigos sobre vários assuntos, incluindo grandes mulheres como a romancista e filantropa vitoriana Felicia Skene . 

## Livros
Em 1988, Charles e Janie Hampton publicam A Family Outing in Africa, um livro que descreve a jornada da familia Hampton do Zimbábue para o Reino Unido via Zaire em transporte público.
Os Jogos Olímpicos de Austeridade, uma história social dos Jogos Olímpicos de Londres de 1948, foi apresentado por Sebastian Coe e citado por muitos observadores olímpicos,  incluindo o prefeito de Londres Boris Johnson  e foi indicado para o William Hill Sports Book of the Year . 
How the Girl Guides Won the War narrou a importancia das Guias e Brownies na história feminista do século XX.   Em 2018, a Lionsgate de Hollywood obteve os direitos do livro para um filme.
Os dois últimos livros de Hampton são sobre a coroação da rainha Elizabeth II ( Rationing and Revelry ) e visitas de Estado de membros da Família Real Britânica.

### Não-ficção
- Um passeio em família na África (1988)
- Joyce Grenfell, A Primeira Biografia (2002)
- Os Jogos Olímpicos de Austeridade: Quando os Jogos chegaram a Londres em 1948 (2008)
- Como as guias femininas venceram a guerra (2010)
- Jogos Olímpicos de Londres: 1908 e 1948 (2011)
- Os passeios reais (2013)
- Racionamento e folia: A coroação da rainha Elizabeth II, 1953 (2013)

### Livros editados por Janie Hampton
- Joyce e Ginnie - As Cartas de Joyce Grenfell e Virginia Graham (1997)
- Deslocados Internos – Uma Pesquisa Global (1998)
- Tire o chapéu! A poesia de Joyce Grenfell (2002)
- My Kind of Magic - Artigos de Joyce Grenfell (2003)
- Cartas de Aldeburgh por Joyce Grenfell (2006)

### Livros contribuídos por Janie Hampton
- "Joyce Grenfell", em British Comedy Greats (2003)
- "Felicia Skene", em Oxford - One City, Many Voices (2004)
- "Coisas que eu gostaria de saber quando eu era mais jovem", em Será que Cockshutt Beat Sandy Balls? (2007)

### livros sobre saude
- Happy Healthy Children – creche na África (1985)
- Vida Saudável, Amor Saudável – educação sexual para a África (1987)
- Saúde Mundial (1987)
- Enfrentando a AIDS com Compaixão em Gana (1990)
- Vida Positiva com Aids em Uganda (1990)
- Mães saudáveis, bebês felizes na África (1990)
- Dores e Dores - Vivendo com Artrite e Reumatismo (1992)
- Up and About com artrite (1997)

### Ficção infantil
- O que deixou Joseph doente? (1988)
- "The Red Sock", em Histórias para Quatro Anos (1989)
- "O Baobá e a Banyan Tree", em Stories Around the World (1992)
- Venha para casa logo, Baba (1994)